# Striptease
 "Stripper" omdirigeres hertil. For andre betydninger af Stripper, se Stripper (flertydig).
Striptease (også blot 'strip') er erotisk dans, hvor den dansende klæder sig af, oftest til musik. Betegnelsen stammer fra engelsk (strip = at klæde sig af, tease = at pirre). En person, der udfører striptease, kaldes en stripper.
Dansen udføres ofte på særlige værtshuse, der er byggede op omkring denne dans som stedets tema. Det kan udføres på en scene, eller danseren kan udføre en privat dans for et enkelt publikumsmedlem mod ekstra betaling. Man kan også bestille en danser hjem til f.eks. en privatfest.
På privat plan anvendes striptease også som forspil inden et egentligt seksuelt samvær.
Det er oftest kvinder der udfører striptease, men det bliver mere og mere almindeligt at også mænd udfører stripshows, og for at undgå pinlige forvekslinger betegnes dette ofte tydeligt som mandestrip.
Strip bliver også i stigende grad benyttet som en motionsform på hold på linje med aerobics. Her kaldes motionsformen for stripfitness.

## Eksterne referencer
- Artikel om stripteasehold i fitnesscenteret Women's Super Fitness Arkiveret 14. juni 2007 hos  Wayback Machine